# Instabilité de Taylor-Couette
Pour les articles homonymes, voir Instabilité.

Dispositif de Taylor-Couette.

En mécanique des fluides, l’instabilité de Taylor-Couette est l'apparition de tourbillons dans l'écoulement d'un fluide entre deux cylindres concentriques ne tournant pas à la même vitesse angulaire. Elle consiste en la déstabilisation de l'écoulement de Couette circulaire en une série de rouleaux de Taylor quand la vitesse angulaire dépasse un certain seuil. Elle a été initialement étudiée par Sir Geoffrey Ingram Taylor dans un papier de 1923, d'où son nom.

## Origine de l'instabilité
Le fluide dans le système est mis en mouvement par les parois du fait de la condition de non-glissement. Les instabilités dans l'écoulement de Taylor-Couette résultent de la compétition de deux effets antagonistes :
- l'inertie du fluide en mouvement, notamment la force centrifuge créée par la rotation (qui a un effet déstabilisant, a tendance à faire croître les instabilités) ;
- la viscosité du fluide (qui a un effet stabilisant, a tendance à gommer les instabilités).

Ainsi, l'état de l'écoulement peut être prédit par le nombre de Taylor {\displaystyle Ta} qui compare ces deux quantités. Ce nombre est directement relié au nombre de Reynolds {\displaystyle Re}.

## Critère de Rayleigh
La stabilité de l'écoulement dans le cas d'un fluide non visqueux a été étudiée par Lord Rayleigh dans une publication de 1916. Le critère obtenu est le suivant :
L'écoulement d'un fluide non visqueux en rotation est stable si et seulement si la quantité {\displaystyle (rv_{\theta })^{2}}(où {\displaystyle r} est la distance à l'axe et {\displaystyle v_{\theta }}est la vitesse azimutale) est croissante en fonction de {\displaystyle r}.

## Différents comportements

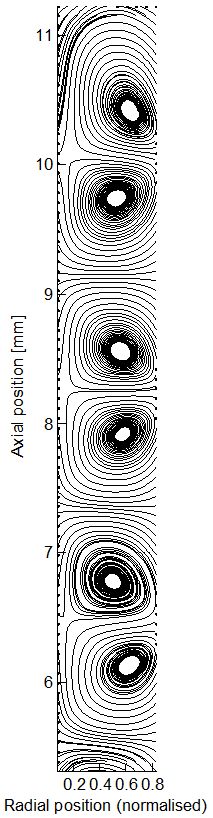
Rouleaux de Taylor pour un Reynolds de Re=950

Les étapes ci-dessous décrivent le comportement du système pour un fluide visqueux quand la vitesse de rotation du cylindre intérieur augmente et dans l'hypothèse où le cylindre extérieur est fixe. De nombreuses autres configurations ont été étudiées à la fois pour des cylindres tournant dans la même direction et pour des cylindres tournant dans des directions opposées.

### Écoulement laminaire
Pour un nombre de Taylor inférieur à une valeur critique {\displaystyle Ta<Ta_{c}}, l'écoulement est laminaire, les lignes de courant sont des cercles concentriques. Il est appelé écoulement de Couette circulaire. La viscosité domine la force centrifuge et l'écoulement est stable.
On retrouve le principe de Curie : les effets ont au moins les symétries des causes. L'écoulement créé entre les deux cylindres est invariant par rotation autour de l'axe.

### Première instabilité: rouleaux de Taylor
Lorsque la vitesse de rotation augmente au point que {\displaystyle Ta>Ta_{c}}, les effets de la force centrifuge surpassent la viscosité et une première instabilité se produit. Celle-ci consiste en l'apparition de rouleaux dans l'écoulement qui sont des tourbillons toroïdaux, aussi appelés rouleaux de Taylor.
Ce nouvel écoulement est l'écoulement de Taylor-Couette. Il est stable jusqu'à la prochaine instabilité.
On perd de la symétrie dans l'écoulement et le principe de Curie est violé. La vitesse radiale dans l'écoulement a un comportement périodique selon l'axe du cylindre que l'on ne retrouve pas dans le système qui créé l'écoulement.

### Deuxième instabilité: comportement oscillant
Une deuxième instabilité apparaît quand la vitesse de rotation, et de fait le nombre de Reynolds, continue à augmenter. Les rouleaux, jusqu'alors stationnaires, se mettent à osciller périodiquement. Ce régime est qualifié de rouleaux de Taylor oscillants  (ou Wavy Vortex Flow en anglais).
Ceci diminue encore la symétrie de l'écoulement.

### Instabilités suivantes et transition vers la turbulence
Si le nombre de Reynolds continue à augmenter, l'écoulement passe par plusieurs instabilités successives avant de devenir turbulent.
Jusqu'aux années 1970, on a cru que la transition vers la turbulence passait par une séquence infinie d'instabilités successives. Harry Swinney et Jerry Gollub ont montré grâce à des expériences réalisées à l'université de Princeton en 1975 que la transition se fait en un nombre fini d'étapes.